# Kris Marshall
Kristopher „Kris” Marshall (Bath, 1973. április 1. –) angol színész.

## Élete és pályafutása
1973. április 1-jén született a dél-angliai Bath városban. Malmesbury-ben nevelkedett, de gyerekként élt Hongkongban és Kanadában is. A Wells Cathedral School-ban tanult, de az Advanced Level (érettségi) vizsgán megbukott, és a Redroofs Theatre School-ban tanult tovább. 
Színészként Az én kis családom című brit sorozatban Nick Harper szerepe hozta meg számára az áttörést. Alakításáért 2002-ben átvehette a British Comedy Awards díját legjobb újonc kategóriában. 2004-ben főszerepet játszott a Murder City és My Life in Film című sorozatokban. 2005-től szerepelt a British Telecom reklámfilmjeiben. 
A Londontól nyugatra fekvő Windsorban él.

## Filmográfia

### Film
| Év   | Magyar cím                     | Eredeti cím                      | Szerep                    | Magyar hang    |
| ---- | ------------------------------ | -------------------------------- | ------------------------- | -------------- |
| 2000 |                                | Dead Babies                      | Skip                      |                |
| 2000 | Az írek bikája                 | The Most Fertile Man in Ireland  | Éamonn Manley             |                |
| 2000 | Rock 'n' Roll rémálom          | Five Seconds to Spare            | Martin                    |                |
| 2000 |                                | Je t'aime John Wayne (rövidfilm) | Belmondo                  |                |
| 2001 | Iris – Egy csodálatos női elme | Iris                             | Dr. Gudgeon               | Seder Gábor    |
| 2002 |                                | Mexicano (rövidfilm)             | Jake Morton               |                |
| 2002 | A gyávaság tollai              | The Four Feathers                | Castleton                 | Takátsy Péter  |
| 2002 | A végzet őrei                  | Deathwatch                       | Barry Starinski közlegény | Zámbori Soma   |
| 2003 | Igazából szerelem              | Love Actually                    | Colin Frissell            | Czvetkó Sándor |
| 2004 | A velencei kalmár              | The Merchant of Venice           | Gratiano                  | Szabó Győző    |
| 2006 | Szabadítsátok ki Jimmyt!       | Slipp Jimmy fri                  | Erik (angol hangja)       | Varga Rókus    |
| 2007 | Halálos temetés                | Death at a Funeral               | Troy                      | Papp Dániel    |
| 2008 | Könnyed erkölcsök              | Easy Virtue                      | Furber                    |                |
| 2011 |                                | Oka!                             | Larry                     |                |
| 2011 | Harmadnaposok                  | A Few Best Men                   | Tom                       |                |
| 2015 |                                | Sparks & Embers                  | Tom Sanger                |                |
| 2017 | Harmadnaposok 2.               | A Few Less Men                   | Tom                       | Orosz Ákos     |
| 2018 |                                | Royal Affairs (rövidfilm)        | nagykövet                 |                |
| 2019 |                                | Trick or Treat                   | rendőr                    |                |
| 2021 | Télapó visszatért              | Father Christmas Is Back         | Peter Hope                |                |
| 2021 |                                | Promises                         | Louis                     |                |

### Televízió
| Év        | Magyar cím            | Eredeti cím         | Szerep                     | Megjegyzések                                                |
| --------- | --------------------- | ------------------- | -------------------------- | ----------------------------------------------------------- |
| 1993      | Finálé                | Closing Numbers     | Fredericks                 | tévéfilm                                                    |
| 1996–1999 |                       | The Bill            | Terry Cullen / Hugh Kane   | 2 epizód                                                    |
| 1998      |                       | Trial & Retribution | PC Henshaw                 | 2 epizód                                                    |
| 2000–2005 | Az én kis családom    | My Family           | Nick Harper                | 45 epizód                                                   |
| 2002      | Doktor Zsivágó        | Doctor Zhivago      | Pása Antipov / Strelnyikov | - minisorozat (2 epizód) - magyar hangja: - Dányi Krisztián |
| 2004      |                       | My Life in Film     | Art                        | 6 epizód                                                    |
| 2004–2006 |                       | Murder City         | Luke Stone                 | 10 epizód                                                   |
| 2005      |                       | Funland             | Dudley Sutton              | 11 epizód                                                   |
| 2007      | Kutyabarátok          | Catwalk Dogs        | Michael Purvis             | tévéfilm                                                    |
| 2007      |                       | Sold                | Matt                       | 6 epizód                                                    |
| 2008      |                       | Heist               | Dick Puddlecote            | tévéfilm                                                    |
| 2010      | Tökéletes célpont     | Human Target        | Doug                       | 1 epizód                                                    |
| 2010      |                       | D.O.A.              | Tom Lassiter               | tévéfilm                                                    |
| 2011      | Jelzőlámpa            | Traffic Light       | Ethan                      | 13 epizód                                                   |
| 2012      |                       | Citizen Khan        | Dave                       | 6 epizód                                                    |
| 2013      |                       | Lightfields         | Paul Fenner/Willard        | minisorozat (5 epizód)                                      |
| 2014–2017 | Halál a paradicsomban | Death in Paradise   | Humphrey Goodman           | 30 epizód                                                   |
| 2017      |                       | Borderline          | báró                       | 1 epizód                                                    |
| 2019      | Jobb idők             | Better Things       | Tibor                      | 2 epizód                                                    |
| 2019–2023 | Sanditon              | Sanditon            | Tom Parker                 | 20 epizód                                                   |
| 2020      |                       | We Hunt Together    | Cian Fitzgerald            | 3 epizód                                                    |
| 2023–2024 |                       | Beyond Paradise     | Humphrey Goodman           | 14 epizód                                                   |

## Díjak és jelölések
- 2002: British Comedy Awards (legjobb újonc)